# 野村香菜子
野村 香菜子（のむら かなこ、1989年12月25日 - ）は、日本の女性声優。東京都出身。Rush Style所属。

## 経歴
声優に興味を持ち始めたきっかけは幼少時に観た『楽しいムーミン一家』で、その後2001年に放送された『フルーツバスケット』で本格的に声優を目指すことを決意する。その後2009年12月25日の20歳の誕生日にスペースクラフト・エンタテインメントから声がかかったという。そのため野村は「誕生日プレゼントをもらった感じ」と語っている。
2016年9月22日、自身のブログで入籍したことを報告した。
2018年9月30日をもってスペースクラフト・エンタテインメントを退所してフリーとなり、2019年1月1日からはRush Styleに所属している。
2021年4月3日、自身のブログで第1子を出産したことを報告した。

## 人物
中学時代は背を伸ばしたい一心でバレーボール部に在籍し、身長が138cmから153cmに伸びたものの、高校時代からバレーから距離を置き始めたため、身長は中学時代のままであるという。
趣味は散歩で、ペットとして猫を飼っている。

## 出演
太字はメインキャラクター。

### テレビアニメ
2012年
- うぽって!!（女子生徒B）
- ココロコネクト（三木谷、音川）
- 黄昏乙女×アムネジア（女子生徒）
- パパのいうことを聞きなさい!（生徒）
- ファイ・ブレイン 神のパズル 第2シリーズ（女子生徒）
- モーレツ宇宙海賊（小林丸翔子、生徒）

2013年
- ダンボール戦機WARS（鹿島ユノ）
- WHITE ALBUM2（女子生徒）

2014年
- 一週間フレンズ。（女の子）
- 星刻の竜騎士（女子生徒）

2019年
- ACTORS -Songs Connection-（男の子）

2023年
- アイドルマスター ミリオンライブ！（二階堂千鶴）

2024年
- ダンジョン飯（侍女）
- 逃げ上手の若君（直義〈幼少期〉）
- 歴史に残る悪女になるぞ（女子生徒）

### 劇場アニメ
- モーレツ宇宙海賊 ABYSS OF HYPERSPACE -亜空の深淵-（2014年、小林丸翔子[14]）

### OVA
- 乙女はお姉さまに恋してる 2人のエルダー THE ANIMATION（2012年、女子生徒）

### Webアニメ
- ウマ娘 プリティーダービー ROAD TO THE TOP（2023年、同級生）

### ゲーム
2012年
- こえぷら（松下夏鈴）

2013年
- アイドルマスター ミリオンライブ!（2013年 - 2017年、二階堂千鶴）
- ダンボール戦機ウォーズ（鹿島ユノ）

2014年
- ヴィーナスダンジョン （シンチ・ロカ、ワイナ・カパック、メネス）

2015年
- 幻獣契約クリプトラクト （セリーズ）
- 神姫覚醒メルティメイデン（ラプフェル）
- 戦の海賊（紅焔の翼　シンシア）
- 天空のクラフトフリート（ジャクリー、シーラ）

2016年
- 高円寺女子サッカー3 〜恋するイレブン いつかはヘブン〜（滋賀瑠亜）
- 神撃のバハムート（リューラ）
- ヴァルキリーコネクト (オボロ・ビュルギャ・ガイア)

2017年
- WAR OF BRAINS（マキュアン、バーバ・ヤガ、マキュアン）
- アイドルマスター ミリオンライブ! シアターデイズ（2017年 - 2024年、二階堂千鶴）

2018年
- FATAL TWELVE（女神パルカ）
- 一血卍傑-ONLINE-（スネコスリ）

2019年
- モンスターストライク（2019年 - 2020年、陸遜、ウルルミス）
- ヴァルキリーコネクト（ビュルギャ、オボロ、ガイア）
- エルクロニクル（魅狐）
- 異世界で始める偉人大戦争〜陣取りしてみませんか〜（女神アテナ）

2020年
- 龍が如く7 光と闇の行方
- ブラウンダスト（モルガナ）

2022年
- アイドルマスター ポップリンクス（二階堂千鶴）
- クイズRPG 魔法使いと黒猫のウィズ（ヴィルジリオ）

### ドラマCD
- 声優かっ!（2010年）
- 快盗天使ツインエンジェル Vol.4（2012年、女子高生1）
- アイドルマスター ミリオンライブ！ シリーズ（2015年 - 、二階堂千鶴〈アレクサンドラ〉）
- チェンジワールド（2018年、真理江）

### オーディオドラマ
- なんちゃってシンデレラ 小説第9巻 / コミックス第3巻購入特典「胸きゅんオーディオドラマ」（2019年、アルティリエ[27]）
- オカルトーク！ ボイスドラマ（2020年、朱里[28]）

### 吹き替え
- Officer Down（2013年、ブローガン）
- ザ・タワー 超高層ビル大火災（2013年、ハナ）
- 燃えよ！じじぃドラゴン（2013年、少年、看護婦）
- メイクアップ・スター（2019年）
- AJ&クイーン（2020年、ブリアナ、携帯音声）

### デジタルコミック
- アニコミ きみにあいを！（2019年、沢口希愛来[29]）
- どれが恋かがわからない（2022年、カリン[30]）

### ラジオ
※はインターネット配信。
- だれ?らじ（2016年 - 2021年、音泉※）[31]
- 立花理香のハッピーマネー・プロジェクト（2018年 - 2019年、マンスリーパーソナリティ、音泉※）[32]
- のむこがみなみ（2020年 - 2024年、音泉※） - グッモーニンのむ名義

### テレビ番組
※はインターネット配信。
- のむたむらんど（2019年 - 2020年、ニコニコ生放送※）

### 映像商品
- THE IDOLM@STER MILLION LIVE! 3rdLIVE TOUR BELIEVE MY DRE@M!! LIVE Blu-ray 03@OSAKA【DAY1】（2016年）[33]
- THE IDOLM@STER MILLION LIVE! 4thLIVE TH@NK YOU for SMILE! LIVE Blu-ray DAY2/DAY3（2018年）[34][35][36]
- THE IDOLM@STER 765 MILLIONSTARS HOTCHPOTCH FESTIV@L!! LIVE Blu-ray DAY1（2018年）[37][38]
- THE IDOLM@STER MILLION LIVE! 5thLIVE BRAND NEW PERFORM@NCE!!! LIVE Blu-ray DAY2（2019年）[39]
- THE IDOLM@STER MILLION LIVE! 6thLIVE TOUR UNI-ON@IR!!!! LIVE Blu-ray（2020年）[40][41]
- THE IDOLM＠STER MILLION LIVE! 8thLIVE Twelw@ve LIVE Blu-ray DAY2（2022年）[42][43]
- THE IDOLM@STER MILLION LIVE! 9thLIVE ChoruSp@rkle!! LIVE Blu-ray DAY1（2024年）[44][45]

### パチンコ・パチスロ
- CR戦国乙女2（2011年、相田コタロウ）
- Pフィーバー アイドルマスター ミリオンライブ!（2021年、二階堂千鶴[46]）
- パチスロ アイドルマスター ミリオンライブ!（2021年、二階堂千鶴[47]）

### その他コンテンツ
- 音泉インフォメーション ナビゲーター（2016年9月）
- DAM『あにそんボーカル』「1/2」[48]
- キミラノ（2019年、綴野つむぎ[49]）
- むすぶと本。『外科室』の一途　試し読み朗読（2020年、朗読動画[50]）
- LIVERTINE AGE 声優コラボアイテム（2020年2月21日 - 3月22日、プルオーバーパーカー、キャップ[51]）

## ディスコグラフィ

### キャラクターソング
| 発売日   | 商品名                                                                            | 歌 | 楽曲                                                                                              | 備考                                                                   |
| 2013年   | 2013年                                                                            | 2013年 | 2013年                                                                                            | 2013年                                                                 |
| -------- | --------------------------------------------------------------------------------- | --- | ------------------------------------------------------------------------------------------------- | ---------------------------------------------------------------------- |
| 4月24日  | THE IDOLM@STER LIVE THE@TER PERFORMANCE 01 Thank You!                             | 765 MILLIONSTARS | 「Thank You!」                                                                                    | ゲーム『アイドルマスター ミリオンライブ！』テーマソング                |
| 4月24日  | THE IDOLM@STER LIVE THE@TER PERFORMANCE 01 Thank You!                             | 765THEATER ALLSTARS | 「Thank You!」                                                                                    | ゲーム『アイドルマスター ミリオンライブ！』テーマソング                |
| 2014年   |                                                                                   | |                                                                                                   |                                                                        |
| 3月25日  | THE IDOLM@STER LIVE THE@TER PERFORMANCE 12                                        | 二階堂千鶴（野村香菜子） | 「恋心マスカレード」                                                                              | ゲーム『アイドルマスター ミリオンライブ！』関連曲                      |
| 3月25日  | THE IDOLM@STER LIVE THE@TER PERFORMANCE 12                                        | 萩原雪歩（浅倉杏美）、周防桃子（渡部恵子）、二階堂千鶴（野村香菜子）、ロコ（中村温姫） | 「ココロがかえる場所」                                                                            | ゲーム『アイドルマスター ミリオンライブ！』関連曲                      |
| 2015年   |                                                                                   | |                                                                                                   |                                                                        |
| 3月26日  | THE IDOLM@STER LIVE THE@TER HARMONY 09                                            | ミルキーウェイ | 「星屑のシンフォニア」 「Welcome!!」                                                              | ゲーム『アイドルマスター ミリオンライブ！』関連曲                      |
| 3月26日  | THE IDOLM@STER LIVE THE@TER HARMONY 09                                            | 二階堂千鶴（野村香菜子） | 「恋の音色ライン」                                                                                | ゲーム『アイドルマスター ミリオンライブ！』関連曲                      |
| 9月30日  | THE IDOLM@STER LIVE THE@TER DREAMERS 01 Dreaming!                                 | MILLION ALLSTARS | 「Welcome!!」                                                                                     | ゲーム『アイドルマスター ミリオンライブ！』関連曲                      |
| 12月2日  | THE IDOLM@STER LIVE THE@TER DREAMERS 03                                           | 如月千早（今井麻美）、周防桃子（渡部恵子）、徳川まつり（諏訪彩花）、二階堂千鶴（野村香菜子）、萩原雪歩（浅倉杏美）、箱崎星梨花（麻倉もも）、馬場このみ（高橋未奈美）、真壁瑞希（阿部里果）、宮尾美也（桐谷蝶々）、最上静香（田所あずさ） | 「Dreaming!」                                                                                     | ゲーム『アイドルマスター ミリオンライブ！』関連曲                      |
| 12月2日  | THE IDOLM@STER LIVE THE@TER DREAMERS 03                                           | 二階堂千鶴（野村香菜子）、萩原雪歩（浅倉杏美） | 「Persona Voice」                                                                                 | ゲーム『アイドルマスター ミリオンライブ！』関連曲                      |
| 2016年   |                                                                                   | |                                                                                                   |                                                                        |
| 1月30日  | THE IDOLM@STER LIVE THE@TER SOLO COLLECTION Vo.03 Visual Edition                  | 二階堂千鶴（野村香菜子） | 「Persona Voice」                                                                                 | ゲーム『アイドルマスター ミリオンライブ！』関連曲                      |
| 2017年   |                                                                                   | |                                                                                                   |                                                                        |
| 1月11日  | THE IDOLM@STER LIVE THE@TER FORWARD 02 BlueMoon Harmony                           | ピスケス | 「P.S I Love You」                                                                                | ゲーム『アイドルマスター ミリオンライブ！』関連曲                      |
| 1月11日  | THE IDOLM@STER LIVE THE@TER FORWARD 02 BlueMoon Harmony                           | BlueMoon Harmony | 「brave HARMONY」                                                                                 | ゲーム『アイドルマスター ミリオンライブ！』関連曲                      |
| 3月9日   | THE IDOLM@STER LIVE THE@TER SOLO COLLECTION 04 BlueMoon Theater                   | 二階堂千鶴（野村香菜子） | 「星屑のシンフォニア」                                                                            | ゲーム『アイドルマスター ミリオンライブ！』関連曲                      |
| 7月26日  | THE IDOLM@STER MILLION THE@TER GENERATION 01 Brand New Theater!                   | 765 MILLION ALLSTARS | 「Brand New Theater!」                                                                            | ゲーム『アイドルマスター ミリオンライブ！ シアターデイズ』テーマソング |
| 7月26日  | THE IDOLM@STER MILLION THE@TER GENERATION 01 Brand New Theater!                   | 765 MILLION ALLSTARS | 「Dreaming!」                                                                                     | ゲーム『アイドルマスター ミリオンライブ！ シアターデイズ』関連曲       |
| 11月22日 | THE IDOLM@STER MILLION THE@TER GENERATION 02 フェアリースターズ                   | フェアリースターズ | 「Brand New Theater!」                                                                            | ゲーム『アイドルマスター ミリオンライブ！ シアターデイズ』関連曲       |
| 2018年   |                                                                                   | |                                                                                                   |                                                                        |
| 3月7日   | THE IDOLM@STER MILLION LIVE! M@STER SPARKLE 06                                    | 二階堂千鶴（野村香菜子） | 「ムーンゴールド」                                                                                | ゲーム『アイドルマスター ミリオンライブ！ シアターデイズ』関連曲       |
| 2月28日  | THE IDOLM@STER MILLION THE@TER GENERATION 05 夜想令嬢 -GRAC&E NOCTURNE-           | 夜想令嬢 -GRAC&E NOCTURNE- | 「昏き星、遠い月」 「Everlasting」                                                                | ゲーム『アイドルマスター ミリオンライブ！ シアターデイズ』関連曲       |
| 4月4日   | THE IDOLM@STER MILLION LIVE! M@STER SPARKLE 08                                    | 765 MILLION ALLSTARS | 「Brand New Theater!」                                                                            | ゲーム『アイドルマスター ミリオンライブ！ シアターデイズ』関連曲       |
| 6月1日   | THE IDOLM@STER LIVE THE@TER SOLO COLLECTION 06 フェアリースターズ                 | 二階堂千鶴（野村香菜子） | 「ココロがかえる場所」                                                                            | ゲーム『アイドルマスター ミリオンライブ！』関連曲                      |
| 8月29日  | THE IDOLM@STER MILLION THE@TER GENERATION 11 UNION!!                              | 765 MILLION ALLSTARS | 「UNION!!」 「Welcome!!」                                                                         | ゲーム『アイドルマスター ミリオンライブ！ シアターデイズ』関連曲       |
| 2019年   |                                                                                   | |                                                                                                   |                                                                        |
| 4月26日  | THE IDOLM@STER THE@TER SOLO COLLECTION 07 FAIRY STARS                             | 二階堂千鶴（野村香菜子） | 「P.S I Love You」                                                                                | ゲーム『アイドルマスター ミリオンライブ！』関連曲                      |
| 7月24日  | THE IDOLM@STER MILLION THE@TER WAVE 01 Flyers!!!                                  | 765 MILLION ALLSTARS | 「Flyers!!!」                                                                                     | ゲーム『アイドルマスター ミリオンライブ！ シアターデイズ』関連曲       |
| 7月24日  | THE IDOLM@STER MILLION THE@TER WAVE 01 Flyers!!!                                  | 豊川風花（末柄里恵）、馬場このみ（高橋未奈美）、百瀬莉緒（山口立花子）、桜守歌織（香里有佐）、二階堂千鶴（野村香菜子） | 「White Vows」                                                                                    | ゲーム『アイドルマスター ミリオンライブ！ シアターデイズ』関連曲       |
| 2020年   |                                                                                   | |                                                                                                   |                                                                        |
| 7月29日  | THE IDOLM@STER THE@TER CHALLENGE 03                                               | 野々原茜（小笠原早紀）、島原エレナ（角元明日香）、桜守歌織（香里有佐）、二階堂千鶴（野村香菜子）、北沢志保（雨宮天） | 「クルリウタ」 「DIAMOND DAYS」                                                                   | ゲーム『アイドルマスター ミリオンライブ！ シアターデイズ』関連曲       |
| 8月26日  | THE IDOLM@STER MILLION THE@TER WAVE 10 Glow Map                                   | 765 MILLION ALLSTARS | 「Glow Map」                                                                                      | ゲーム『アイドルマスター ミリオンライブ！ シアターデイズ』関連曲       |
| 2021年   |                                                                                   | |                                                                                                   |                                                                        |
| 1月27日  | アイドルマスター ミリオンライブ！ Blooming Clover 第8巻限定版 オリジナルCD        | ジュリア（愛美）、二階堂千鶴（野村香菜子）、箱崎星梨花（麻倉もも） | 「スタートリップ」                                                                                | 漫画『アイドルマスター ミリオンライブ！ Blooming Clover』関連曲        |
| 5月22日  | THE IDOLM@STER LIVE THE@TER SOLO COLLECTION 08 Fairy Stars                        | 二階堂千鶴（野村香菜子） | 「brave HARMONY」                                                                                 | ゲーム『アイドルマスター ミリオンライブ！ シアターデイズ』関連曲       |
| 7月28日  | THE IDOLM@STER MILLION THE@TER SEASON Harmony 4 You                               | 765 MILLION ALLSTARS | 「Harmony 4 You」                                                                                 | ゲーム『アイドルマスター ミリオンライブ！ シアターデイズ』関連曲       |
| 7月28日  | THE IDOLM@STER MILLION THE@TER SEASON Harmony 4 You                               | フェアリースターズ | 「EVERYDAY STARS!!」                                                                              | ゲーム『アイドルマスター ミリオンライブ！ シアターデイズ』関連曲       |
| 12月15日 | THE IDOLM@STER MILLION THE@TER WAVE 15 chicAAmor                                  | chicAAmor | 「深紅のパシオン」 「Paradox of LOVE」                                                            | ゲーム『アイドルマスター ミリオンライブ！ シアターデイズ』関連曲       |
| 2022年   |                                                                                   | |                                                                                                   |                                                                        |
| 2月12日  | THE IDOLM@STER LIVE THE@TER SOLO COLLECTION 09 Fairy Stars                        | 二階堂千鶴（野村香菜子） | 「White Vows」                                                                                    | ゲーム『アイドルマスター ミリオンライブ！ シアターデイズ』関連曲       |
| 2月23日  | THE IDOLM@STER MILLION THE@TER SEASON CLEVER CLOVER                               | 菊地真（平田宏美）、二階堂千鶴（野村香菜子）、島原エレナ（角元明日香）、真壁瑞希（阿部里果） | 「トレフル・ド・ノエル」                                                                          | ゲーム『アイドルマスター ミリオンライブ！ シアターデイズ』関連曲       |
| 2月23日  | THE IDOLM@STER MILLION THE@TER SEASON CLEVER CLOVER                               | CLEVER CLOVER | 「Shamrock Vivace」 「Harmony 4 You」                                                             | ゲーム『アイドルマスター ミリオンライブ！ シアターデイズ』関連曲       |
| 3月24日  | THE IDOLM@STER MILLION LIVE! M@STER SPARKLE2 05                                   | 二階堂千鶴（野村香菜子） | 「Collier De Perles」                                                                             | ゲーム『アイドルマスター ミリオンライブ！ シアターデイズ』関連曲       |
| 7月27日  | THE IDOLM@STER MILLION THE@TER SEASON 夢にかけるRainbow                           | 765 MILLION ALLSTARS | 「夢にかけるRainbow」                                                                             | ゲーム『アイドルマスター ミリオンライブ！ シアターデイズ』関連曲       |
| 7月27日  | THE IDOLM@STER MILLION THE@TER SEASON 夢にかけるRainbow                           | フェアリースターズ | 「夢にかけるRainbow」                                                                             | ゲーム『アイドルマスター ミリオンライブ！ シアターデイズ』関連曲       |
| 12月14日 | THE IDOLM@STER MILLION THE@TER VARIETY 02                                         | 765 MILLION ALLSTARS | 「Brand New Theater! 〜Brand New Year Ver.〜」                                                    | ゲーム『アイドルマスター ミリオンライブ！ シアターデイズ』関連曲       |
| 2023年   |                                                                                   | |                                                                                                   |                                                                        |
| 1月14日  | THE IDOLM@STER LIVE THE@TER SOLO COLLECTION 11 Fairy Stars                        | 二階堂千鶴（野村香菜子） | 「Shamrock Vivace」                                                                               | ゲーム『アイドルマスター ミリオンライブ！ シアターデイズ』関連曲       |
| 2月22日  | THE IDOLM@STER MILLION THE@TER SEASON FINAL                                       | 田中琴葉（種田梨沙）、ロコ（中村温姫）、周防桃子（渡部恵子）、二階堂千鶴（野村香菜子）、宮尾美也（桐谷蝶々） | 「サウンド・オブ・ビギニング」                                                                    | ゲーム『アイドルマスター ミリオンライブ！ シアターデイズ』関連曲       |
| 3月23日  | THE IDOLM@STER 765 MILLION ALLSTARS BEST                                          | 765 MILLION ALLSTARS | 「Thank You!（765 MILLION ALLSTARS ver.）」 「夢にかけるRainbow（Brand New Ver.）」 「Crossing!」 | ゲーム『アイドルマスター ミリオンライブ！ シアターデイズ』関連曲       |
| 3月23日  | THE IDOLM@STER LIVE THE@TER BEST                                                  | BlueMoon Harmony | 「brave HARMONY（Brand New Ver.）」                                                               | ゲーム『アイドルマスター ミリオンライブ！ シアターデイズ』関連曲       |
| 4月22日  | THE IDOLM@STER LIVE THE@TER SOLO COLLECTION 12 Fairy Stars                        | 二階堂千鶴（野村香菜子） | 「クルリウタ」                                                                                    | ゲーム『アイドルマスター ミリオンライブ！ シアターデイズ』関連曲       |
| 7月26日  | THE IDOLM@STER MILLION LIVE! グッドサイン                                         | 765 MILLION ALLSTARS | 「グッドサイン」                                                                                  | ゲーム『アイドルマスター ミリオンライブ！ シアターデイズ』関連曲       |
| 7月26日  | THE IDOLM@STER MILLION LIVE! グッドサイン                                         | フェアリースターズ | 「グッドサイン」                                                                                  | ゲーム『アイドルマスター ミリオンライブ！ シアターデイズ』関連曲       |
| 8月23日  | THE IDOLM@STER MILLION ANIMATION THE@TER『Rat A Tat!!!』                          | MILLIONSTARS | 「Rat A Tat!!!」                                                                                  | テレビアニメ『アイドルマスター ミリオンライブ！』オープニングテーマ    |
| 8月23日  | THE IDOLM@STER MILLION ANIMATION THE@TER『Rat A Tat!!!』                          | MILLIONSTARS | 「セブンカウント」                                                                                | テレビアニメ『アイドルマスター ミリオンライブ！』イメージソング        |
| 9月20日  | THE IDOLM@STER MILLION ANIMATION THE@TER MILLIONSTARS Team4th『catch my feeling』 | MILLIONSTARS Team4th | 「catch my feeling」                                                                              | テレビアニメ『アイドルマスター ミリオンライブ！』挿入歌                |
| 9月27日  | THE IDOLM@STER MILLION THE@TER VARIETY 04                                         | 三浦あずさ（たかはし智秋）、二階堂千鶴（野村香菜子）、四条貴音（原由実）、北上麗花（平山笑美）、豊川風花（末柄里恵） | 「カンパリーナ♡」                                                                                 | ゲーム『アイドルマスター ミリオンライブ！ シアターデイズ』関連曲       |
| 2024年   |                                                                                   | |                                                                                                   |                                                                        |
| 2月21日  | THE IDOLM@STER MILLION ANIMATION THE@TER START THE DREAM                          | MILLIONSTARS | 「REFRAIN REL@TION」 「Brand New Theater!」                                                       | テレビアニメ『アイドルマスター ミリオンライブ！』挿入歌                |
| 2月21日  | THE IDOLM@STER MILLION ANIMATION THE@TER START THE DREAM                          | MILLIONSTARS | 「Thank You!（Acoustic ver.）」                                                                   | テレビアニメ『アイドルマスター ミリオンライブ！』挿入歌                |
| 2月23日  | アイドルマスター ミリオンライブ！ BD 特装版第2巻 特典CD                           | MILLIONSTARS Team4th | 「Rat A Tat!!!」                                                                                  | テレビアニメ『アイドルマスター ミリオンライブ！』関連曲                |
| 2月24日  | THE IDOLM@STER LIVE THE@TER SOLO COLLECTION 「REFRAIN REL@TION」 Fairy Stars      | 二階堂千鶴（野村香菜子） | 「REFRAIN REL@TION」                                                                              | テレビアニメ『アイドルマスター ミリオンライブ！』関連曲                |
| 7⽉31⽇  | THE IDOLM@STER MILLION LIVE! 7Days A Week!!                                       | 765 MILLION ALLSTARS | 「7Days A Week!!」 「DIAMOND DAYS」                                                               | ゲーム『アイドルマスター ミリオンライブ！ シアターデイズ』関連曲       |
| 7⽉31⽇  | THE IDOLM@STER LIVE THE@TER SOLO COLLECTION 「DIAMOND DAYS」 FAIRY STARS          | 二階堂千鶴（野村香菜子） | 「DIAMOND DAYS」                                                                                  | ゲーム『アイドルマスター ミリオンライブ！ シアターデイズ』関連曲       |
| 9月25日  | THE IDOLM@STER MILLION MOVEMENT OF STARDOM ROAD 03 Hypernova                      | 永吉 昴（斉藤佑圭）、高山紗代子（駒形友梨）、篠宮可憐（近藤唯）、二階堂千鶴（野村香菜子）、松田亜利沙（村川梨衣） | 「Hypernova」                                                                                     | ゲーム『アイドルマスター ミリオンライブ！ シアターデイズ』関連曲       |
| 2025年   |                                                                                   | |                                                                                                   |                                                                        |
| 2月26日  | THE IDOLM@STER MILLION THE@TER VARIETY 06                                         | 二階堂千鶴（野村香菜子）、桜守歌織（香里有佐）、島原エレナ（角元明日香）、箱崎星梨花（麻倉もも）、ロコ（中村温姫） | 「Pomegranate」                                                                                   | ゲーム『アイドルマスター ミリオンライブ！ シアターデイズ』関連曲       |

### その他参加作品
| 発売日        | 商品名                                | 歌                                                                                     | 楽曲                                              | 備考                                    |
| ------------- | ------------------------------------- | -------------------------------------------------------------------------------------- | ------------------------------------------------- | --------------------------------------- |
| 2017年3月29日 | Radi Go!/WHO IS THIS?                 | 野村香菜子、駒形友梨、角元明日香                                                       | 「Radi Go!」 「WHO IS THIS?」                     | ラジオ『だれ？らじ』テーマソング        |
| 2018年2月28日 | Starting Now!/寝落ちまで騒ぎましょう  | 野村香菜子、駒形友梨、角元明日香                                                       | 「Starting Now!」 「寝落ちまで騒ぎましょう」      | ラジオ『だれ？らじ』テーマソング        |
| 2018年9月26日 | 合言葉はWHO                           | 野村香菜子、駒形友梨、角元明日香                                                       | 「合言葉はWHO」                                   | ラジオ『だれ？らじ』テーマソング        |
| 2019年9月25日 | Step Bye Step/シグナル                | 野村香菜子、駒形友梨、角元明日香                                                       | 「Step Bye Step」 「シグナル」                    | ラジオ『だれ？らじ』テーマソング        |
| 2021年9月17日 | Onsen Theme song Collection album 1st | グッモーニンのむ（野村香菜子）、こがらしせんぷうまる（古賀葵）、まつ毛バサ美（南早紀） | 「のむこがみなみのうた」 「ぬるこがみなみのうた」 | Webラジオ『のむこがみなみ』テーマソング |

### ユニットメンバー
1. 1 2  天海春香（中村繪里子）、春日未来（山崎はるか）、如月千早（今井麻美）、木下ひなた（田村奈央）、四条貴音（原由実）、ジュリア（愛美）、高山紗代子（駒形友梨）、田中琴葉（種田梨沙）、天空橋朋花（小岩井ことり）、箱崎星梨花（麻倉もも）、松田亜利沙（村川梨衣）、三浦あずさ（たかはし智秋）、水瀬伊織（釘宮理恵）、最上静香（田所あずさ）、望月杏奈（夏川椎菜）、矢吹可奈（木戸衣吹）、エミリー スチュアート（郁原ゆう）、大神環（稲川英里）、我那覇響（沼倉愛美）、菊地真（平田宏美）、北上麗花（平山笑美）、高坂海美（上田麗奈）、佐竹美奈子（大関英里）、島原エレナ（角元明日香）、高槻やよい（仁後真耶子）、永吉昴（斉藤佑圭）、野々原茜（小笠原早紀）、馬場このみ（髙橋ミナミ）、福田のり子（浜崎奈々）、舞浜歩（戸田めぐみ）、真壁瑞希（阿部里果）、百瀬莉緒（山口立花子）、横山奈緒（渡部優衣）、秋月律子（若林直美）、伊吹翼（Machico）、北沢志保（雨宮天）、篠宮可憐（近藤唯）、周防桃子（渡部恵子）、徳川まつり（諏訪彩花）、所恵美（藤井ゆきよ）、豊川風花（末柄里恵）、中谷育（原嶋あかり）、七尾百合子（伊藤美来）、二階堂千鶴（野村香菜子）、萩原雪歩（浅倉杏美）、ロコ（中村温姫）、双海亜美 / 真美（下田麻美）、星井美希（長谷川明子）、宮尾美也（桐谷蝶々）
2. 1 2  春日未来（山崎はるか）、木下ひなた（田村奈央）、ジュリア（愛美）、高山紗代子（駒形友梨）、田中琴葉（種田梨沙）、天空橋朋花（小岩井ことり）、箱崎星梨花（麻倉もも）、松田亜利沙（村川梨衣）、最上静香（田所あずさ）、望月杏奈（夏川椎菜）、矢吹可奈（木戸衣吹）、エミリー スチュアート（郁原ゆう）、大神環（稲川英里）、北上麗花（平山笑美）、高坂海美（上田麗奈）、佐竹美奈子（大関英里）、島原エレナ（角元明日香）、永吉昴（斉藤佑圭）、野々原茜（小笠原早紀）、馬場このみ（髙橋ミナミ）、福田のり子（浜崎奈々）、舞浜歩（戸田めぐみ）、真壁瑞希（阿部里果）、百瀬莉緒（山口立花子）、横山奈緒（渡部優衣）、伊吹翼（Machico）、北沢志保（雨宮天）、篠宮可憐（近藤唯）、周防桃子（渡部恵子）、徳川まつり（諏訪彩花）、所恵美（藤井ゆきよ）、豊川風花（末柄里恵）、中谷育（原嶋あかり）、七尾百合子（伊藤美来）、二階堂千鶴（野村香菜子）、ロコ（中村温姫）、宮尾美也（桐谷蝶々）
3. ↑  星井美希（長谷川明子）、高山紗代子（駒形友梨）、天空橋朋花（小岩井ことり）、永吉昴（斉藤佑圭）、二階堂千鶴（野村香菜子）
4. ↑  篠宮可憐（近藤唯）、天空橋朋花（小岩井ことり）、二階堂千鶴（野村香菜子）
5. ↑  北上麗花（平山笑美）、篠宮可憐（近藤唯）、ジュリア（愛美）、高山紗代子（駒形友梨）、天空橋朋花（小岩井ことり）、所恵美（藤井ゆきよ）、永吉昴（斉藤佑圭）、七尾百合子（伊藤美来）、二階堂千鶴（野村香菜子）、舞浜歩（戸田めぐみ）、真壁瑞希（阿部里果）、最上静香（田所あずさ）
6. ↑  天海春香（中村繪里子）、如月千早（今井麻美）、星井美希（長谷川明子）、萩原雪歩（浅倉杏美）、高槻やよい（仁後真耶子）、菊地真（平田宏美）、水瀬伊織（釘宮理恵）、四条貴音（原由実）、秋月律子（若林直美）、三浦あずさ（たかはし智秋）、双海亜美 / 真美（下田麻美）、我那覇響（沼倉愛美）、春日未来（山崎はるか）、最上静香（田所あずさ）、伊吹翼（Machico）、島原エレナ（角元明日香）、佐竹美奈子（大関英里）、所恵美（藤井ゆきよ）、徳川まつり（諏訪彩花）、箱崎星梨花（麻倉もも）、野々原茜（小笠原早紀）、望月杏奈（夏川椎菜）、ロコ（中村温姫）、七尾百合子（伊藤美来）、高山紗代子（駒形友梨）、松田亜利沙（村川梨衣）、高坂海美（上田麗奈）、中谷育（原嶋あかり）、天空橋朋花（小岩井ことり）、エミリー スチュアート（郁原ゆう）、北沢志保（雨宮天）、舞浜歩（戸田めぐみ）、木下ひなた（田村奈央）、矢吹可奈（木戸衣吹）、横山奈緒（渡部優衣）、二階堂千鶴（野村香菜子）、馬場このみ（髙橋ミナミ）、大神環（稲川英里）、豊川風花（末柄里恵）、宮尾美也（桐谷蝶々）、福田のり子（浜崎奈々）、真壁瑞希（阿部里果）、篠宮可憐（近藤唯）、百瀬莉緒（山口立花子）、永吉昴（斉藤佑圭）、北上麗花（平山笑美）、周防桃子（渡部恵子）、ジュリア（愛美）、白石紬（南早紀）、桜守歌織（香里有佐）
7. 1 2 3 4 5 6 7 8 9 10  天海春香（中村繪里子）、如月千早（今井麻美）、星井美希（長谷川明子）、萩原雪歩（浅倉杏美）、高槻やよい（仁後真耶子）、菊地真（平田宏美）、水瀬伊織（釘宮理恵）、四条貴音（原由実）、秋月律子（若林直美）、三浦あずさ（たかはし智秋）、双海亜美 / 真美（下田麻美）、我那覇響（沼倉愛美）、春日未来（山崎はるか）、最上静香（田所あずさ）、伊吹翼（Machico）、田中琴葉（種田梨沙）、島原エレナ（角元明日香）、佐竹美奈子（大関英里）、所恵美（藤井ゆきよ）、徳川まつり（諏訪彩花）、箱崎星梨花（麻倉もも）、野々原茜（小笠原早紀）、望月杏奈（夏川椎菜）、ロコ（中村温姫）、七尾百合子（伊藤美来）、高山紗代子（駒形友梨）、松田亜利沙（村川梨衣）、高坂海美（上田麗奈）、中谷育（原嶋あかり）、天空橋朋花（小岩井ことり）、エミリー スチュアート（郁原ゆう）、北沢志保（雨宮天）、舞浜歩（戸田めぐみ）、木下ひなた（田村奈央）、矢吹可奈（木戸衣吹）、横山奈緒（渡部優衣）、二階堂千鶴（野村香菜子）、馬場このみ（髙橋ミナミ）、大神環（稲川英里）、豊川風花（末柄里恵）、宮尾美也（桐谷蝶々）、福田のり子（浜崎奈々）、真壁瑞希（阿部里果）、篠宮可憐（近藤唯）、百瀬莉緒（山口立花子）、永吉昴（斉藤佑圭）、北上麗花（平山笑美）、周防桃子（渡部恵子）、ジュリア（愛美）、白石紬（南早紀）、桜守歌織（香里有佐）
8. 1 2  如月千早（今井麻美）、秋月律子（若林直美）、四条貴音（原由実）、水瀬伊織（釘宮理恵）、最上静香（田所あずさ）、北沢志保（雨宮天）、ジュリア（愛美）、白石紬（南早紀）、周防桃子（渡部恵子）、天空橋朋花（小岩井ことり）、所恵美（藤井ゆきよ）、永吉昴（斉藤佑圭）、二階堂千鶴（野村香菜子）、舞浜歩（戸田めぐみ）、真壁瑞希（阿部里果）、百瀬莉緒（山口立花子）、ロコ（中村温姫）
9. ↑  天空橋朋花（小岩井ことり）、所恵美（藤井ゆきよ）、二階堂千鶴（野村香菜子）、百瀬莉緒（山口立花子）
10. 1 2  最上静香（田所あずさ）、北沢志保（雨宮天）、ジュリア（愛美）、白石紬（南早紀）、周防桃子（渡部恵子）、天空橋朋花（小岩井ことり）、所恵美（藤井ゆきよ）、永吉昴（斉藤佑圭）、二階堂千鶴（野村香菜子）、舞浜歩（戸田めぐみ）、真壁瑞希（阿部里果）、百瀬莉緒（山口立花子）、ロコ（中村温姫）
11. ↑  高山紗代子（駒形友梨）、豊川風花（末柄里恵）、ジュリア（愛美）、二階堂千鶴（野村香菜子）
12. ↑  箱崎星梨花（麻倉もも）、三浦あずさ（たかはし智秋）、高坂海美（上田麗奈）、ロコ（中村温姫）、菊地 真（平田宏美）、二階堂千鶴（野村香菜子）、島原エレナ（角元明日香）、真壁瑞希（阿部里果）、横山奈緒（渡部優衣）、馬場このみ（髙橋ミナミ）、秋月律子（若林直美）、大神 環（稲川英里）、木下ひなた（田村奈央）
13. ↑  天海春香（中村繪里子）、如月千早（今井麻美）、星井美希（長谷川明子）、萩原雪歩（浅倉杏美）、高槻やよい（仁後真耶子）、菊地真（平田宏美）、水瀬伊織（釘宮理恵）、四条貴音（原由実）、秋月律子（若林直美）、三浦あずさ（たかはし智秋）、双海亜美 / 真美（下田麻美）、我那覇響（沼倉愛美）、春日未来（山崎はるか）、最上静香（田所あずさ）、伊吹翼（Machico）、田中琴葉（種田梨沙）、島原エレナ（角元明日香）、佐竹美奈子（大関英里）、所恵美（藤井ゆきよ）、徳川まつり（諏訪彩花）、箱崎星梨花（麻倉もも）、野々原茜（小笠原早紀）、望月杏奈（夏川椎菜）、ロコ（中村温姫）、七尾百合子（伊藤美来）、高山紗代子（駒形友梨）、松田亜利沙（村川梨衣）、高坂海美（上田麗奈）、中谷育（原嶋あかり）、天空橋朋花（小岩井ことり）、エミリー スチュアート（郁原ゆう）、北沢志保（雨宮天）、舞浜歩（戸田めぐみ）、矢吹可奈（木戸衣吹）、横山奈緒（渡部優衣）、二階堂千鶴（野村香菜子）、馬場このみ（髙橋ミナミ）、大神環（稲川英里）、豊川風花（末柄里恵）、宮尾美也（桐谷蝶々）、福田のり子（浜崎奈々）、真壁瑞希（阿部里果）、篠宮可憐（近藤唯）、百瀬莉緒（山口立花子）、永吉昴（斉藤佑圭）、北上麗花（平山笑美）、周防桃子（渡部恵子）、ジュリア（愛美）、白石紬（南早紀）、桜守歌織（香里有佐）
14. ↑  北上麗花（平山笑美）、篠宮可憐（近藤唯）、ジュリア（愛美）、高山紗代子（駒形友梨）、天空橋朋花（小岩井ことり）、所恵美（藤井ゆきよ）、永吉昴（斉藤佑圭）、七尾百合子（伊藤美来）、二階堂千鶴（野村香菜子）、舞浜歩（戸田めぐみ）、真壁瑞希（阿部里果）、最上静香（田所あずさ）、白石紬（南早紀）
15. 1 2  春日未来（山崎はるか）、最上静香（田所あずさ）、伊吹翼（Machico）、田中琴葉（種田梨沙）、島原エレナ（角元明日香）、佐竹美奈子（大関英里）、所恵美（藤井ゆきよ）、徳川まつり（諏訪彩花）、箱崎星梨花（麻倉もも）、野々原茜（小笠原早紀）、望月杏奈（夏川椎菜）、ロコ（中村温姫）、七尾百合子（伊藤美来）、高山紗代子（駒形友梨）、松田亜利沙（村川梨衣）、高坂海美（上田麗奈）、中谷育（原嶋あかり）、天空橋朋花（小岩井ことり）、エミリー スチュアート（郁原ゆう）、北沢志保（雨宮天）、舞浜歩（戸田めぐみ）、木下ひなた（田村奈央）、矢吹可奈（木戸衣吹）、横山奈緒（渡部優衣）、二階堂千鶴（野村香菜子）、馬場このみ（髙橋ミナミ）、大神環（稲川英里）、豊川風花（末柄里恵）、宮尾美也（桐谷蝶々）、福田のり子（浜崎奈々）、真壁瑞希（阿部里果）、篠宮可憐（近藤唯）、百瀬莉緒（山口立花子）、永吉昴（斉藤佑圭）、北上麗花（平山笑美）、周防桃子（渡部恵子）、ジュリア（愛美）、白石紬（南早紀）、桜守歌織（香里有佐）
16. 1 2  馬場このみ（髙橋ミナミ）、周防桃子（渡部恵子）、二階堂千鶴（野村香菜子）、松田亜利沙（村川梨衣）、横山奈緒（渡部優衣）、ロコ（中村温姫）